# André de Biaudos de Castéja

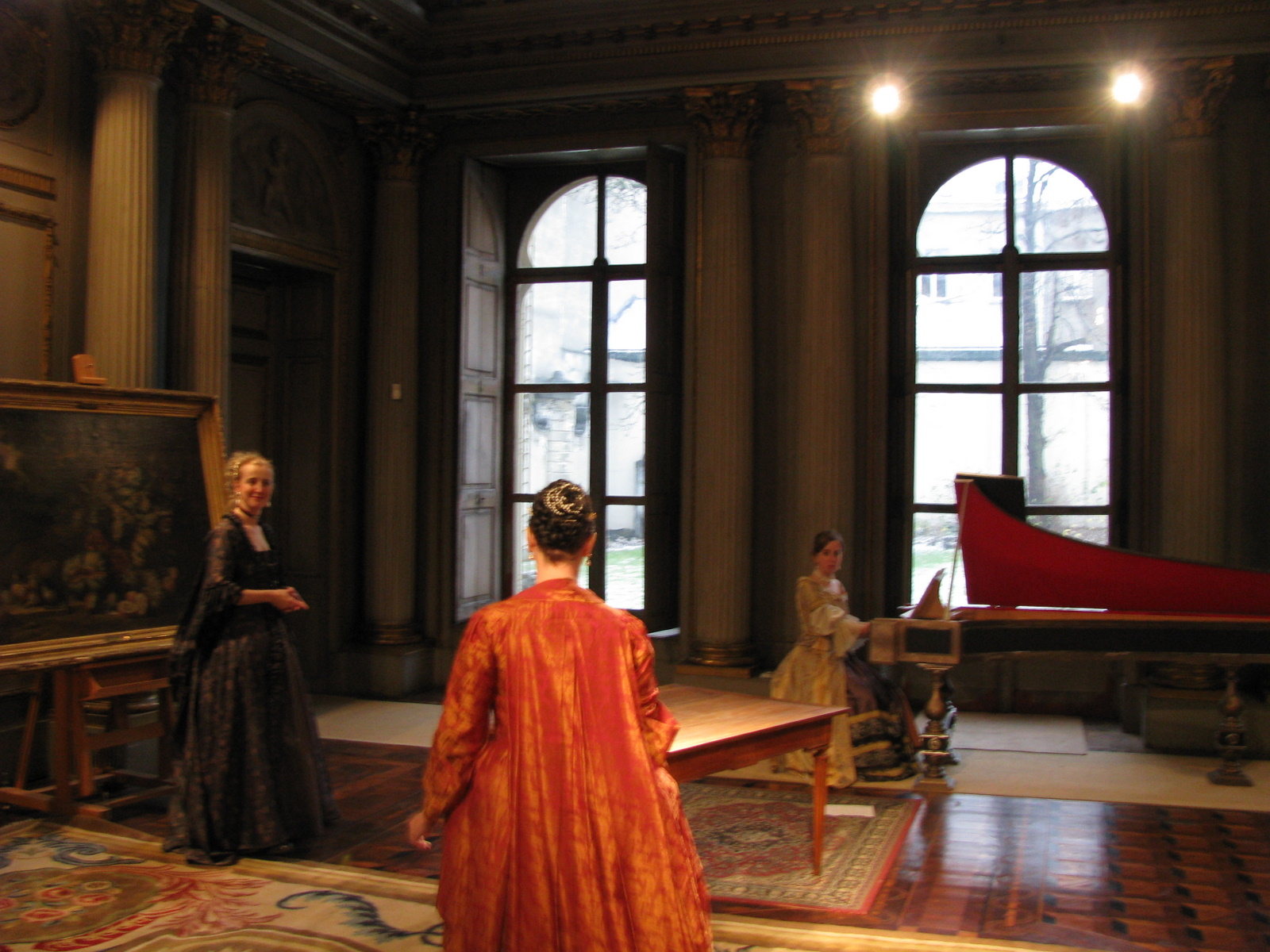
Hotel d'Hane-Steenhuyse in Gent (België). André de Biaudos frequenteerde er het hof van Lodewijk XVIII.

André de Biaudos graaf de Castéja (Framerville, 22 januari 1780 – Parijs, 11 maart 1828) was een prefect in Frankrijk tijdens de Restauratie van het koninkrijk. Hij werkte in Gent (Zuidelijke Nederlanden) tijdens de Honderd Dagen van Napoleon, in dienst van Lodewijk XVIII in ballingschap (1815).

## Levensloop
Biaudos groeide op in Frans-Vlaanderen waar zijn vader Stanislas Catherine de Biaudos, officier was in dienst van koning Lodewijk XVI. Zijn vader was op het moment van de Franse Revolutie militair gouverneur van Rijsel. Met de revolutie vluchtte het gezin naar Maastricht. Zijn vader stierf in Maastricht op 10 mei 1792.
De naam Biaudos duikt opnieuw op in het jaar 1802. Biaudos huwde toen met Alexandrine-Françoise de Pons de Renepont; het echtpaar kreeg één kind, René-Léon, geboren in Parijs in 1805.

### Keizerrijk Frankrijk
Vanaf 1810 was Biaudos in dienst van de keizer der Fransen, Napoleon Bonaparte. Hij werd auditeur bij de Raad van State. Van 1812 tot 1815 was hij onderprefect in Boulogne, in het departement Pas-de-Calais. In deze hoedanigheid ontving hij Lodewijk XVIII op 8 april 1814 wanneer deze voet op Franse bodem zette in Calais.

### Honderd Dagen
Tijdens de Honderd Dagen van Napoleons terugkeer vluchtte Biaudos naar Gent, samen met het hof en de regering van koning Lodewijk XVIII. Biaudos werd ambtenaar van de koning (maart 1815). Hij werkte op het Hotel d'Hane-Steenhuyse, het ballingsoord van Lodewijk VIII. Biaudos was koninklijk commissaris voor de grenzen van Frankrijk na Napoleon. Hij combineerde dit met een post bij het koninklijk leger. Hij was immers korte tijd bestuurder van de 16e divisie van luitenant-generaal en graaf de Bourmont; het ging om de latere maarschalk de Bourmont (1773-1846).

### Restauratie
Na de slag bij Waterloo (juni 1815) keerde Lodewijk XVIII terug naar Parijs (juni – juli 1815). Onder dit bewind, dat de Restauratie wordt genoemd, maakte graaf de Biaudos carrière. De koning benoemde Biaudos tot waarnemend prefect van Pas-de-Calais (juli 1815). Vervolgens werd Biaudos benoemd tot prefect van Haut-Rhin (september 1815–1820) en prefect van Vienne (1820-1824). Zijn zoon René-Lion was hofpage aan het koninklijk hof. Van 1824 tot 1827 was Biaudos parlementslid voor het departement Haute-Vienne.
In januari 1828 benoemde Karel X van Frankrijk Biaudos tot prefect van Meurthe doch Biaudos geraakte niet in Nancy, hoofdplaats van Meurthe. Hij bleef in Parijs waar hij stierf in maart 1828.
- Bibliothèque nationale de France: cb14506945g (data)
- International Standard Name Identifier: 0000 0000 0299 9066
- Base Léonore: LH//444/69
- Virtual International Authority File: 19912314